# ناوبندر مکران
| ناوبندر مکران ایران · | ناوبندر مکران ایران ·       |
| --------------------- | --------------------------- |
| ناوبندر مکران         |                             |
| اطلاعات کلی           |                             |
| نوع کشتی              | ناو بالگردبر                |
| کشور سازنده           | ایران                       |
| ساخت کارخانه          | کارخانجات نیروی دریایی ارتش |
| ورود به ناوگان        | ۱۳۹۹                        |
| مشخصات                |                             |
| طول کشتی              | ۲۳۱ متر                     |
| پهنای بدنه            | ۴۲ متر                      |
| حداکثر ظرفیت بارگیری  | ۱۰۵٬۰۰۰ تن                  |
| سرعت                  | ۲۶.۷ کیلومتر بر ساعت        |
| جنگ‌افزارها            |                             |
| سرنوشت                |                             |

ناو مکران شناور نیروی دریایی ارتش جمهوری اسلامی ایران است که در دی ماه ۱۳۹۹ رونمایی شد. این ناو بالگردبر مانند ناو شهید رودکی، از نوسازی یک نفت‌کش ساخته و تجهیز شده‌است.
ناوبندر مکران بزرگ‌ترین شناور نظامی ایران است.

## تجهیزات
ناوبندر مکران، یک نفتکش ۱۲۱ هزار تنی است که نیروی دریایی ارتش آن را با تغییر کاربری به یک ناوبندر تبدیل کرده‌است. این ناو وظیفه پشتیبانی از ناوگروه‌های رزمی نیروی دریایی ارتش در آب‌های بین‌المللی و به ویژه منطقه شمال اقیانوس هند، تنگه باب‌المندب و دریای سرخ را برعهده دارد.
مکران در حقیقت حاصل تغییر کاربری یکی از شناورهای تجاری است. کارخانجات نیروی دریایی ارتش در مدت شش ماه و با صرف ۷۲ هزار نفر ساعت کار و با ایجاد عرشه بالگرد ۹۵۰ تُنی با مساحت ۳۲۰۰ متر، این شناور را تبدیل به یک ناو پشتیبان کرد.
این ناو توانایی حمل ۸۲ هزار تن انواع نیازمندی‌های پشتیبانی یگان‌های شناور رزمی را داشته و قادر است بدون ارتباط با ساحل یک هزار شبانه روز دریانوردی کند.
مکران با توانایی حمل همزمان ۶ فروند بالگرد، می‌تواند به صورت یک پایگاه متحرک هوادریا عمل کرده و با بهره‌گیری از بالگردهای مین‌روب، ضد زیردریایی و رزم‌سطحی از عملیات‌های نیروهای ویژه و همچنین عملیات‌های موشکی، پشتیبانی کند.
از دیگر قابلیت‌های این ناو تواناییِ حمل یک گردان تکاور دریایی و انجام عملیات در آب‌های فرامرزی ایران با استفاده از شناورهای تندرو و زیردریایی‌ها و بالگردهای مستقر در عرشه پرواز است.
این ناو با مجهز بودن به انواع سامانه‌های جمع‌آوری اطلاعات می‌تواند در نقش یک ناو اطلاعاتی به اجرای مأموریت پرداخته و اطلاعات را جمع‌آوری، پردازش و تحلیل کند و در اختیار مراکز فرماندهی و کنترل در ساحل قرار دهد.
ایده استفاده از کشتی‌های ترابری برای استفاده نظامی نخستین بار در دهه ۱۹۹۰ میلادی با ساخت مجموعه کشتی‌های آرسنال و کشتی لوئیس بی‌پولر در نیروهای مسلح ایالات متحده آمریکا انجام شده‌است.

## ماموریت‌ها
ناوبندر مکران و ناوچه سهند طی یک مأموریت ۱۳۳ روزه به بندر سن پترزبورگ اعزام شدند و در رژه روز نیروی دریایی روسیه شرکت کردند. طی این مأموریت ۴۴ هزار کیلومتر دریانوردی انجام شد که طولانی‌ترین دریانوردی نظامی ایران محسوب می‌شد.
سفر ناوگروه ۸۶ در انتهای شهریور ۱۴۰۱ آغاز شد، آن هم با دو شناور نظامی، با ناوچه۱۲۰۰ تنی دنا که ساخت ایران است و سال ۹۹ به نداجا ملحق شد و ناوبندر یا همان ناو پشتیبانی ۱۰۰ هزار تنی مکران که آن هم توسط ایران از یک نفتکش تجاری به فرم کنونی تغییر کاربری داده شده بود. نام آن ناوگروه ۸۶ شد چون این هشتادو ششمین ناوگروهی بود که از سال ۸۸، نیروی دریایی ارتش ایران به آب‌های آزاد اعزام می‌کرد. قرار این بود که ناوگروه ۸۶ سفر خود را از سمت شرق شروع کند و از غرب بازگردد و برهمین اساس ابتدا به بمبئی در هند رسید و در ادامه در جاکارتای اندونزی پهلو گرفت. سپس ناوگروه از خط استوا گذشت و وارد اقیانوس آرام شد. دنا و مکران از کنار آب‌های استرالیا عبور کردند.
در بخش‌های ابتدایی مسیر عبور از اقیانوس آرام، ناوگروه ۸۶ باید از میان جزیره‌هایی که مستعمره فرانسه بودند (مجمع الجزایر پلونزی) ادامه راه می‌داد. در همین محدوده، ناوگروه ۸۶ در رزمایش ذوالفقار ۱۴۰۱ ارتش که در شمال اقیانوس هند و جنوب ایران برگزار می‌شد شرکت کرد.
ناوگروه ۸۶ با عبور از جزایر پلونزی وارد بخش بزرگی از اقیانوس آرام شد و پس از عبور از بیشترین عرض اقیانوس آرام به طول ۸۰۰۰ مایل دریایی یا حدود ۱۵ هزار کیلومتر، ناوگروه در جنوبی‌ترین قسمت این اقیانوس یعنی در نزدیکی آب‌های قطب جنوب از تنگه ماژلان که در آب‌های شیلی قرار دارد، گذشت و وارد اقیانوس اطلس جنوبی شد. پس از گذر از ماژلان، ناوگروه ۸۶ با موفقیت وارد اقیانوس اطلس جنوبی شد و دریانوردی خود را به سمت شمال ادامه داد.
ناوگروه در ادامه مأموریت خود، در کنار سواحل آمریکای جنوبی به سمت شمال دریانوردی کرد و در بندر ریودوژانیرو در برزیل پهلو گرفت. سپس این ناوگروه عازم شرق اقیانوس اطلس جنوبی شد و در جنوبی‌ترین نقطه اطلس به بندر کیپ تاون آفریقای جنوبی رسید، از تنگه موزامبیک عبور کرد و با گذشتن از خلیج عدن در آخرین ایستگاه یعنی بندر صلاله عمان نیز توقف داشت. در نهایت با بازگشت به پایگاه منطقه یکم نداجا در بندرعباس این سفر پس از هشت ماه در ۳۰ اردیبهشت ۱۴۰۲ پایان یافت.

## مشخصات
- این ناوبندر با ۲۲۸ متر طول، ۲۱٫۵ متر ارتفاع و ۴۲ متر عرض بزرگ‌ترین شناور نظامی ایران است که قادر است با سرعت ۱۵ گره دریایی دریانوردی کند.[۶][۵]
- توانایی عملیات به‌عنوان یک پایگاه اطلاعاتی دورایستا و ایستگاه کنترل و هدایت پهپاد جهت پرواز در عمق[۱۱][۵]
- قابلیت بارگیری و جابجایی همزمان چندین هاورکرافت[۱۱]
- امکان خدمت‌رسانی به سایر ناوگان‌های تجاری[۱۲]
- ارائه سوخت به شناورهای دیگر در کنار انتقال غذا، آب، دارو، کمک‌های بشر دوستانه و تسلیحات[۱۲][۱۳]
- توان حمل چندین بالگرد و پهپاد و وجود اتاق کنترل پهپاد[۷]
- این ناو با وجود امکانات درمانی و همچنین تجهیزات تعمیر و نگهداری شناورها، اماکن حضور مستمر ناوگان دریایی را فراهم می‌کند.[۱۳][۷]